# Nils Uhlin Hansen
Nils Uhlin Hansen (6. maj 1919 – 11. januar 1945) var en norsk længdespringer og modstandsmand. Han repræsenterede SK Freidig.
Nils Uhlin Hansen satte norsk rekord den 11. september 1939 på Bislett stadion, med et spring på 7,54 meter. Han overhalede dermed Otto Bergs to år gamle rekord med en centimeter. Ved det norske mesterskab vandt Uhlin Hansen guld i 1938 og sølvmedalje i 1939.
Han var under 2. verdenkrig modstandsmand i Kompani Linge, og blev skudt i 1945.